# Convergentie (wiskunde)
In de wiskunde is convergentie een eigenschap van sommige rijen dat naarmate men verder in de rij komt de elementen van de rij een bepaalde waarde blijken te naderen. Zo'n rij heet convergent en de benaderde waarde wordt de limiet van de rij genoemd. De termen (getallen) in de rij heten convergenten.
Zo convergeert de rij
{\displaystyle 1,{\tfrac {1}{2}},{\tfrac {1}{3}},{\tfrac {1}{4}},{\tfrac {1}{5}},\ldots }
overduidelijk naar de limiet 0.
In de wiskunde is men nog iets preciezer, en wordt de genoemde rij bijvoorbeeld niet als convergent beschouwd in de positieve getallen, omdat er geen positief getal is waarnaar de rij streeft.
Men zegt dat een numerieke rij convergeert naar een bepaald getal L, de limiet van de rij genoemd, als geldt dat voor elke omgeving, hoe klein ook, van dat getal L, vanaf een bepaald element in de rij alle volgende elementen van de rij tot de gekozen omgeving behoren. Dit wordt precies geformuleerd in de volgende definitie.

## Definitie
De rij getallen {\displaystyle (a_{n})} uit de verzameling {\displaystyle \Omega } heet convergent binnen {\displaystyle \Omega } als er een getal {\displaystyle L\in \Omega } is, zodanig dat bij ieder getal {\displaystyle \varepsilon >0} er een {\displaystyle n_{0}\in \mathbb {N} } is, waarvoor geldt dat {\displaystyle |a_{n}-L|<\varepsilon } voor alle {\displaystyle n>n_{0}}.
Dit wordt genoteerd als:
{\displaystyle \lim _{n\to \infty }a_{n}=L}
of als
{\displaystyle a_{n}\ {\xrightarrow[{n\to \infty }]{}}\ L}
of eenvoudig als
{\displaystyle a_{n}\to L}
In formele notatie luidt de definitie: de rij {\displaystyle (a_{n})\subset \Omega } heet convergent in {\displaystyle \Omega } als
{\displaystyle \exists \,L\in \Omega \ \forall \,\varepsilon >0\ \exists \,n_{0}\ \forall n>n_{0}:\ |a_{n}-L|<\varepsilon }
Het getal {\displaystyle L} heet limiet van de rij; dit getal is eenduidig bepaald (een rij kan maar één limiet hebben).
Convergentie moet worden gezien in relatie tot de beschouwde topologische ruimte (verzameling en topologie) waarin het geheel zich afspeelt. Als er een limiet bestaat, maar niet binnen de beschouwde verzameling, dan is er geen sprake van convergentie. Het kan bijvoorbeeld gaan om een irrationale limiet als de beschouwde verzameling die van de rationale getallen is (zie Cauchyrij). Voor convergentie naar oneindig zie onder.

### Divergentie
Een rij die niet convergent is, wordt divergent genoemd.

## Voorbeelden
Een voorbeeld van een convergente rij is:
{\displaystyle {\tfrac {1}{2}},{\tfrac {2}{3}},{\tfrac {3}{4}},{\tfrac {4}{5}},{\tfrac {5}{6}},{\tfrac {6}{7}},{\tfrac {7}{8}},\ldots }
die op het oog naar de limiet 1 convergeert. Dit kan met de definitie aangetoond worden, immers, kies {\displaystyle 0<\varepsilon <1}, en
{\displaystyle n_{0}>{\frac {1}{\varepsilon }}-1}.
Dan geldt voor alle {\displaystyle n>n_{0}} dat
{\displaystyle \left|{\frac {n}{n+1}}-1\right|={\frac {1}{n+1}}<{\frac {1}{n_{0}+1}}<\varepsilon }.
Voor {\displaystyle \varepsilon \geq 1} geldt voor alle termen dat
{\displaystyle \left|{\frac {n}{n+1}}-1\right|={\frac {1}{n+1}}<\varepsilon }
Enkele voorbeelden van divergente rijen zijn:
- 2, 4, 6, 8, 10, 12, 14, 16, ...
- −1, 2, −1, 2, −1, 2, −1, 2, −1, 2, ...
- 1, 1/2, 2, 1/3, 3, 1/4, 4, 1/5, 5, 1/6, ...
- 3, 4, −5, 6, 4, −10, 9, 4, −15, 12, 4, −20, 15, ...

## Verzameling convergente rijen
De verzameling convergente rijen in {\displaystyle \mathbb {R} } is isomorf met een deelruimte van vectorruimte {\displaystyle \mathbb {R} ^{\infty }}.

## Algemene convergentie
In een willekeurige metrische ruimte {\displaystyle (X,d)} convergeert een rij {\displaystyle (a_{n})} als er een {\displaystyle L} in de ruimte {\displaystyle X} bestaat, zodanig dat voor elk willekeurig klein bolletje om {\displaystyle L,} een natuurlijk getal {\displaystyle n_{0}} bestaat (afhankelijk van de straal van de bol) waarvoor alle termen in de rij die na {\displaystyle n_{0}} komen behoren tot de gekozen bol. Het punt {\displaystyle L} heet dan de limiet van de rij, en is uniek met die eigenschap.
In formele notatie:
{\displaystyle \lim _{n\to \infty }a_{n}=L\Leftarrow \forall \varepsilon >0:\exists n_{0}\in \mathbb {N} :\forall n>n_{0}:d(a_{n},L)<\varepsilon }
Het voorgaande, de convergentie van een rij getallen is, een speciaal geval van deze definitie.
In een willekeurige topologische ruimte {\displaystyle X} convergeert een rij {\displaystyle (a_{n})} als en slechts als er een {\displaystyle L\in X} bestaat zodat voor elke omgeving van {\displaystyle L}, hoe klein ook, een natuurlijk getal {\displaystyle n_{0}} bestaat (afhankelijk van de gekozen omgeving) waarvoor alle termen in de rij die na {\displaystyle n_{0}} komen, behoren tot die omgeving. Het punt {\displaystyle L} heet dan een limiet van de rij. Het is niet noodzakelijk uniek met die eigenschap.
Wiskundig geformuleerd: {\displaystyle \forall V\in {\mathcal {V}}(L):\exists n_{0}\in \mathbb {N} :\forall n>n_{0}:a_{n}\in V}
Het voorgaande, de convergentie van een rij in een metrische ruimte, is gewoon een speciaal geval van deze definitie.
In een topologische ruimte {\displaystyle X} convergeert een filter {\displaystyle {\mathcal {F}}} naar een punt {\displaystyle L} in {\displaystyle X} als en slechts als hij de omgevingen van dat punt bevat. Het punt {\displaystyle L} heet dan een limiet van de filter. Het is niet noodzakelijk uniek met die eigenschap.
Wiskundig geformuleerd: {\displaystyle {\mathcal {V}}(L)\subset {\mathcal {F}}}
Het voorgaande, de convergentie van een rij, is gewoon een speciaal geval van deze definitie als we met elke gegeven rij {\displaystyle (a_{n})} de filter associëren die wordt voortgebracht door de filterbasis
{\displaystyle {\mathcal {B}}:=\{\{a_{n},a_{n+1},\ldots \}|n\in \mathbb {N} \}}
In het vervolg van dit artikel concentreren we ons op het bijzondere geval van convergentie van een rij getallen. Zie de reeds geciteerde artikelen limiet, metrische ruimte, topologische ruimte en filter voor voorbeelden en gevolgen van de algemenere definities.

### Convergentie naar oneindig
Om te kunnen spreken van convergentie naar oneindig moet men een topologische ruimte beschouwen die oneindig als element bevat, zoals de uitgebreide reële getallenlijn {\displaystyle {\overline {\mathbb {R} }}=\mathbb {R} \cup \{-\infty ,+\infty \}} of de reële projectieve lijn, met de bijbehorende topologie.

### Convergentie van netten
De gesloten verzamelingen van een metrische ruimte kunnen volledig gekarakteriseerd worden als de verzamelingen die "hun eigen limieten" bevatten, dat wil zeggen: de afsluiting van een deelverzameling van de ruimte bestaat precies uit alle limieten van convergente rijen waarvan de elementen in die deelverzameling liggen.
Voor algemene topologische ruimten is dit niet meer waar, en hiervoor hebben E. H. Moore en H. L. Smith in 1922 het begrip net of veralgemeende rij ingevoerd. Een deelverzameling van een topologische ruimte is gesloten als en slechts als ze alle limieten bevat van convergente netten in die deelverzameling.

### Convergentie van filters
Als alternatief voor netten creëerde Henri Cartan in 1937 het begrip filter. Een filter convergeert naar een punt van een topologische ruimte als hij de omgevingenfilter van dat punt omvat.

## Convergentie van een reeks
Een reeks {\displaystyle \sum _{n=1}^{\infty }a_{n}} is convergent, als de rij {\displaystyle (s_{k})} met {\displaystyle s_{k}=\sum _{n=1}^{k}a_{n}} een convergente rij is (dus als {\displaystyle (s_{k})} een eindige limiet heeft voor toenemende {\displaystyle k}). De limietwaarde {\displaystyle s} wordt dan de som van de reeks genoemd.
Een reeks die niet convergent is, wordt divergent genoemd.
Een voorwaarde voor convergentie van de reeks {\displaystyle \sum _{n=1}^{\infty }a_{n}} is dat de rij {\displaystyle (a_{n})}, gevormd door de losse termen uit de reeks, convergeert naar nul.
Als de termen van een reeks functies zijn van een variabele, is het convergentiegebied van de reeks de verzameling waarden van die variabele waarvoor de reeks convergeert.

## Absolute convergentie
Een reeks reële getallen heet absoluut convergent als de reeks waarvan de algemene term de absolute waarde is van die van de oorspronkelijke reeks, convergent is:
{\displaystyle \sum _{n=1}^{\infty }|a_{n}|<\infty }
Absoluut convergente reeksen zijn convergent. Bovendien verandert de som van de oorspronkelijke reeks niet als de volgorde van de termen gewijzigd wordt. Dit laatste is typisch voor absoluut convergente reeksen. Als een reeks reële getallen convergent, maar niet absoluut convergent is, dan kan door een geschikte wijziging van de volgorde der termen, elke willekeurige reële limiet bereikt worden.

### Voorbeelden
Machtreeksen zijn belangrijke voorbeelden van reeksen. Hun convergentie wordt het best geanalyseerd in het complexe vlak, zelfs als de termen allemaal reëel zijn.
De harmonische reeks is niet convergent. De harmonische wisselreeks is daarentegen wel convergent (maar niet absoluut convergent):
{\displaystyle 1-{\tfrac {1}{2}}+{\tfrac {1}{3}}-{\tfrac {1}{4}}+\ldots } heeft als limiet {\displaystyle \,\ln(2)}.

## Convergentietests voor rijen
Een convergentietest is een eenvoudig te controleren voorwaarde op de algemene term van een rij getallen, die garandeert dat de rij convergeert (of juist niet).

### Insluitstelling
Stel dat voor de rijen {\displaystyle (a_{n}),(b_{n})} en {\displaystyle (c_{n})} geldt dat {\displaystyle a_{n}\leq c_{n}\leq b_{n}} voor alle {\displaystyle n}. Als nu de rijen {\displaystyle (a_{n})} en {\displaystyle (b_{n})} convergent zijn en dezelfde limiet {\displaystyle A} hebben, dan is ook de rij {\displaystyle (c_{n})} convergent met limiet {\displaystyle A.}
Ook geldt dat een rij convergent is als van deze rij de limes inferior gelijk is aan de limes superior.

## Convergentietests voor reeksen
Een convergentietest voor een reeks reële getallen is een eenvoudig te controleren voorwaarde op de algemene term van een reeks, die garandeert dat de reeks convergeert (of juist niet).

### Vergelijkingstest (Majorantenkenmerk, Minorantenkenmerk)
Stel dat er een {\displaystyle N\in \mathbb {N} } bestaat zodanig dat {\displaystyle 0\leq a_{n}\leq b_{n}} voor elke {\displaystyle n>N}.
Dan geldt dat uit convergentie van de reeks {\displaystyle \sum _{n=1}^{\infty }b_{n}} volgt dat de reeks {\displaystyle \sum _{n=1}^{\infty }a_{n}} convergent is. Tevens geldt dat uit divergentie van de reeks {\displaystyle \sum _{n=1}^{\infty }a_{n}} volgt dat de reeks {\displaystyle \sum _{n=1}^{\infty }b_{n}} divergeert.

### Limietvergelijkingstest
Indien de reeksen
{\displaystyle \sum _{1}^{\infty }u_{n}} en {\displaystyle \sum _{1}^{\infty }v_{n}}
twee reeksen zijn met positieve termen en indien
{\displaystyle \lim _{n\rightarrow \infty }{\frac {u_{n}}{v_{n}}}=c\ \ } waarbij {\displaystyle 0<c<\infty },
dan zijn beide reeksen samen convergent of samen divergent.

### Kenmerk van d'Alembert (Test van d'Alembert)
Als de absolute waarde van het quotiënt {\displaystyle {\frac {a_{n+1}}{a_{n}}}} convergeert naar een waarde {\displaystyle r,} dan is de reeks convergent als {\displaystyle r<1} en divergent als {\displaystyle r>1:}
{\displaystyle \lim _{n\to \infty }\left|{\frac {a_{n+1}}{a_{n}}}\right|=r<1\quad \Rightarrow \quad \sum _{n=1}^{\infty }a_{n}} is convergent.
Voor {\displaystyle r=1} is convergentie onbepaald.
Deze test wordt ook de 'quotiënttest' genoemd.

### Kenmerk vanCauchy
Het convergentiekenmerk van Cauchy kijkt naar de {\displaystyle n}-de-machtswortel uit {\displaystyle a_{n}.} Als deze, net als het quotiënt bij het kenmerk van d'Alembert, convergeert naar een getal kleiner dan 1, dan is de reeks convergent:
{\displaystyle \lim _{n\to \infty }{\sqrt[{n}]{a_{n}}}=r<1\quad \Rightarrow \quad \sum _{n=1}^{\infty }a_{n}} is convergent.
Indien de limietwaarde strikt groter is dan 1 is de reeks divergent. Indien de limietwaarde precies 1 is kan geen besluit getrokken worden.
Deze test wordt ook de 'worteltest' genoemd.

### Condensatietest van Cauchy
De reeks met niet-negatieve monotoon dalende termen {\displaystyle a_{n}} is dan en slechts dan convergent als haar zogenaamde gecondenseerde reeks
{\displaystyle \sum _{n=1}^{\infty }2^{n}a_{2^{n}}}
ook convergent is. Dit criterium is eenvoudig te bewijzen: de gecondenseerde reeks is majorant aan de oorspronkelijke reeks, zodat haar convergentie ook convergentie van de oorspronkelijke reeks tot gevolg heeft. Anderzijds is de oorspronkelijke reeks majorant (op de eerste paar termen na) aan de gecondenseerde reeks gedeeld door twee. Convergentie van de oorspronkelijke reeks heeft dus convergentie van de gecondenseerde reeks tot gevolg. Convergentie of divergentie van een reeks verandert immers niet indien vooraan een eindig aantal termen worden gewijzigd, toegevoegd of weg gelaten. Let wel, indien een reeks en haar gecondenseerde reeks samen convergeren hebben ze daarom niet dezelfde totaalsom.
Toepassing
De gecondenseerde reeks van de harmonische reeks is een reeks waarvan alle termen 1 zijn. De som van oneindig veel keer 1 maakt de gecondenseerde reeks divergent, en bijgevolg ook de harmonische reeks.

### Criterium van Leibniz
Een alternerende reeks, waarvan de absolute waarde van de algemene term convergeert naar nul en elke term in absolute waarde niet groter is dan zijn voorganger, is convergent:
{\displaystyle \lim _{n\to \infty }|a_{n}|=0{\text{ en }}|a_{n+1}|\leq |a_{n}|} voor alle {\displaystyle n>N\quad \Rightarrow \quad \sum _{n=1}^{\infty }a_{n}} is convergent.

### Integraaltest voor niet-negatieve reeksen
Beschouw een reeks met niet-negatieve monotoon dalende termen {\displaystyle u(n).} Zij {\displaystyle N} een geheel getal. Stel dat de functie {\displaystyle u(x)} ontstaat door de gehele variabele {\displaystyle n} in de algemene reeksterm {\displaystyle u(n)} te vervangen door de reële variabele {\displaystyle x.} Indien de functie {\displaystyle u(x)} bestaat op het interval {\displaystyle [N,\infty )} en eveneens monotoon dalend is convergeert de reeks
{\displaystyle \sum _{n=N}^{\infty }f(n)}
enkel en alleen indien de integraal
{\displaystyle \int _{N}^{\infty }f(x)\,\mathrm {d} x}
ook convergeert. Indien de integraal divergeert is ook de reeks divergent. Wel is het zo dat, bij convergentie, de reekssom en de waarde van de integraal verschillend kunnen zijn.